# شهرستان فولتن (پنسیلوانیا)
شهرستان فولتن، پنسیلوانیا (به انگلیسی: Fulton County, Pennsylvania) شهرستانی در ایالات متحده آمریکا است که در پنسیلوانیا واقع شده‌است.

## خصوصیات
شهرستان فولتن ۱٬۱۳۴٫۴۲ کیلومترمربع مساحت دارد.